# Andrea Elia
Andrea Elia (Lecco, 1º giugno 1994) è un fondista di corsa in montagna italiano. Campione italiano assoluto di corsa in montagna nel chilometro verticale a Cercivento 2023, a Chiavenna 2024 e a Fenis 2025.

## Biografia
Andrea inizialmente si dedica all'atletica leggera, gareggiando per l'Atletica Lecco Colombo Costruzioni, nelle specialità dei 5000m e 10000m. Riesce a ottenere 3 partecipazioni giovanili con la nazionale italiana.
In particolare nel 2016 partecipa ai Giochi del Mediterraneo a Tunisi, classificandosi al 5º posto nei 10000m.
Nel 2022 cambia disciplina, passa alla Corsa in montagna nella società O.S.A Valmadrera.
Poco tempo dopo riesce a qualificarsi ai Campionati del mondo di corsa in montagna di Innsbruck 2023, classificandosi 19º nel Vertical.
A ottobre 2023 si laurea campione italiano assoluto di Chilometro verticale a Cercivento.
Nel 2024 passa alla società bergamasca La Recastello Radici Group. Con la vittoria sul percorso di Prelà-Pistuna e il secondo posto al Vertical Fénis guadagna la maglia azzurra per i Campionati Europei di corsa “Off-Road” 2024 ad Annecy. Agli Europei si classifica 15º nella prova Uphill.
Il 29 settembre 2024 sigla il second miglior tempo di sempre nel chilometro verticale "senza l'ausilio di bastoni", 30:42 sul percorso del MelaVertical di Villa di Tirano.
Il 12 ottobre 2024 si laurea per la seconda volta campione italiano di Chilometro verticale a Chiavenna.
Il 1º maggio 2025 ottiene la terza vittoria consecutiva ai campionati italiani di Chilometro verticale a Fenis.
Il 24 maggio 2025 conquista la medaglia di bronzo al Vertical Nasego, 'Trofeo Sei Nazioni', con la maglia della Nazionale italiana, contribuendo alla vittoria finale della squadra.

## Palmarès

### Atletica Leggera
2013
- 2° all'incontro internazionale di corsa su strada - 10 km ( Cremona)
- 3° al cross del Campaccio juniores ( San Giorgio su Legnano)
- 3º ai campionati italiani juniores su pista - 5000m ( Rieti)

2016
- 5º ai Giochi del Mediterraneo u23 - 10000m ( Tunisi)
- 42º ai World University Cross Country Championships  ( Cassino)
- 3º ai campionati italiani u23 su pista - 10000m ( Castel Porziano)
- 3º ai campionati italiani u23 di Mezza maratona ( Fucecchio)

### Corsa in montagna
2023
- 19º ai Campionati del mondo di corsa in montagna - Vertical ( Innsbruck)
- Oro ai campionati italiani di corsa in montagna - Vertical ( Cercivento)
- Argento ai campionati italiani di corsa in montagna - Sola salita ( Casnigo)
- 8° al Challenge Stellina, incontro internazionale per nazioni di corsa in montagna ( Susa)

2024
- Bronzo ai campionati italiani di corsa in montagna a staffetta
- 15º ai Campionati Europei di corsa “Off-Road” 2024 ad Annecy - Uphill (  Annecy)
- Argento ai campionati italiani di corsa in montagna - Sola salita ( Casnigo)
- Oro al chilometro verticale Chiavenna-Lagunc, tappa finale di World Cup ( Chiavenna) - 31'08"

2025
- Oro ai campionati italiani di corsa in montagna - Vertical ( Fenis)
- Bronzo al Trofeo Sei Nazioni - Vertical Nasego ( Casto)
- Oro ai campionati italiani di corsa in montagna - Staffetta ( Casnigo)
- Oro ai campionati italiani di corsa in montagna - Sola Salita ( Premana)